# جزایر فالکلند گاورمنت ایر سرویس
جزایر فالکلند گاورمنت ایر سرویس (به انگلیسی: Falkland Islands Government Air Service) یک شرکت هواپیمایی است که دفتر مرکزی آن در شهر استنلی، جزایر فالکلند در جزایر فالکلند واقع شده‌است.
قطب این شرکت هواپیمایی در فرودگاه پورت استنلی قرار دارد.